# 温泉名物女将!湯の町事件簿
『温泉名物女将!湯の町事件簿』（おんせんめいぶつおかみ ゆのまちじけんぼ）は、2001年から2006年までフジテレビ系「金曜エンタテイメント」で放送されたテレビドラマシリーズ。全6回。主演は木の実ナナ。
日本各地の旅館、ホテルを舞台に起こる事件を主人公・国子と元刑事の番頭・牛島が協力して解決する。ロケは前述の通り、温泉が有名な地域で行われており、建物が実名で登場する場合もある。

## キャスト

### 女将
木の実ナナ
- 小倉国子（第1作）
- 小柳国子（第2作）
- 丸峰国子（第3作）
- 滝国子（第4作）
- 的場国子（第5作）
- 清水国子（第6作）

### 女将の義理の娘
細川ふみえ
- 小倉直（ダイビングのインストラクター）（第1作）

有坂来瞳
- 小柳直子（第2作）
- 丸峰直子（第3作）
- 滝直子（第4作）
- 的場直子（第5作）
- 清水直子（第6作）

### その他
- 牛島次郎（番頭・元刑事） - 矢崎滋
- 小林歌子（仲居頭） - 春川ますみ（第1作）
- 村上留（仲居頭） - 赤木春恵（第2作 - 第6作）
- 中山（刑事・牛島の後輩） - ベンガル（第2作 - 第6作）

### ゲスト
第1作「フラメンコが売り物の老舗旅館は火の車…温泉も枯れ殺人事件まで！女の執念が暴いた真実には哀れな悲劇」（2001年）
- 藤村武彦（静代の息子） - 若松武史
- 紺野登（泉風会 専務理事・小倉直の恋人） - 松田敏幸
- 番頭 - 本城丸裕
- 小倉直の友人 - 小松みゆき
- 原田里子（老人ホームの寮母） - 東山明美
- 藤村冬美（武彦の妻） - 立花理佐
- 藤村静代（料亭の大女将） - 石井トミコ
- 室井（フリーライター） - 斉藤暁
- トクナガ（静岡県警 刑事） - 信実一徳
- 相馬（観光協会職員） - 竹田高利
- 仲居 - 山上優
- 相沢（静岡県警 刑事） - 吉田晃太郎
- 雑誌記者 - 石尾よしさと
- 重田郁夫（泉風会 理事長） - 森富士夫
- 焼死者の遺族 - 山梨ハナ
- フダ（観光協会職員） - 不破万作

第2作「連続殺人をめぐる人間模様 グルメ激安ツアーで連続殺人 踊り大好き熱血女将と人情家番頭の名推理!! 老舗旅館310年の呪いか!? 真夜中にお堂から響く赤ん坊の泣き声」（2002年）
- 宮本和代（ツアー客） - 朝加真由美
- 森岡真一（ツアー客・小柳国子の高校時代の恋人） - 寺泉憲
- 西沢（ツアー添乗員） - 宮下直紀
- 森岡史恵（森岡の妻） - 白石まるみ
- 相馬（態度の悪い客） - 竹田高利
- 秋田（態度の悪い客） - 小宮健吾
- 本山 - 小松みゆき
- 三浦（老舗「ホテル小柳」板長） - 本城丸裕
- 食堂の女将 - 花原照子
- 鈴木（史恵のメール友達） - 中島忍
- コンパニオン - 小池朋子
- 蛍（芸者） - 川俣しのぶ
- オノ（ツアー客） - 松沢英明
- ツアー客 - 萩原利映
- 松本中央警察署 刑事 - 菊原千城
- 柳沢満（元探偵） - 平泉成
- しのへけい子、松村時男

第3作（2003年）
- 奈良橋正也 - 金田賢一
- 奈良橋慶一郎（奈良橋一族の家長・村上留の初恋相手） - 高松英郎
- 奈良橋哲郎（幸太の叔父） - 小倉一郎
- 奈良橋幸太（慶一郎の孫） - 小磯勝弥
- 奈良橋なつみ（幸太の新妻） - 大賀埜々
- 吉原美代子 - 東山明美
- 白石京子 - 児島美ゆき
- ホテル客 - 竹田高利、山口弘和
- 有輝知春、小池朋子、松村時男、菊原千城、長沢みゆき、尾道凛、中山祐子、長尾太陽、本城雄太郎、持田篤

第4作「相次ぐ警官殺しの裏には悲しい母娘の愛憎劇 飛騨の名湯下呂温泉に響く子守唄に事件の真相と親子の絆を結ぶ鍵が」（2003年）
- 長谷川葉月（牛島次郎が刑事時代に追っていた詐欺犯の妻・和江の実娘） - 高橋ひとみ
- 戸田和江（下呂温泉「水明館」仲居・葉月の実母） - 赤座美代子
- 小峯良平（地元警察交通課） - 竹田高利
- 下中和正（地元警察副署長） - 長谷川哲夫
- 客 - 山口ひろかず、モロ師岡
- 北澤一郎（岐阜県警幹部・牛島の元上司） - 四方堂亘
- 阿部秀作（岐阜県警幹部） - 平野貴大
- 松村時男、小池朋子、尾道凛、菊原千城、田村未奈美

第5作「能登・輪島の伝統に忍び寄る黒い影…ひのき舞台!輪島塗コンクールが狂わす若き蒔絵師の人生と秘めた父娘の絆…」（2004年）
- 戸田百合子（ホテル内の手作り物産館の店員・耕造の義娘で、鶴岡の実娘・高木の恋人） - 高橋かおり
- 戸田耕造（元漆器職人で蒔絵師・百合子の父だが、実は義父） - 篠田三郎
- 鈴木直哉（輪島塗漆器の仲買人） - 森下哲夫
- 父 - 竹田高利
- 鶴岡光晴（金沢優良企業の社長・百合子の実父） - 中山仁
- 高木俊介（若手の蒔絵師・耕造の愛弟子） - 草野康太
- 安川勇治（蒔絵師） - 岸端正浩
- 塚越道彦（輪島塗漆器コンクールの審査委員長） - 杜澤たいぶん
- 娘 - 佐藤美貴

第6作「讃岐こんぴらさんの門前町で起きた連続殺人 御守りに隠した鍵の秘密…踊る女将が暴く友情と裏腹の業」（2006年）
- 横山えり子（保険外交員・清水国子の中学時代の同級生） - 新藤恵美
- 松永朝子（弁護士・国子の中学時代の同級生） - 東てる美
- 柴田文江（医師・国子の中学時代の同級生） - 東山明美
- 安藤巧（ダンサー） - 大澄賢也
- 柴田祐一（文江の夫） - 竹田高利
- 柴田豊（文江の息子） - 阿部薫
- 横山友美（えり子の娘・豊の恋人） - 吉村涼

## 物語の舞台
- 「紫雲閣」（第1作）
- 信州 松本市の浅間温泉の老舗「ホテル小柳」（第2作）
- 会津若松市・芦ノ牧温泉「丸峰観光ホテル」（第3作）
- 岐阜県飛騨の下呂温泉「水明館」（第4作）
- 石川県輪島市「ホテル高州園」（第5作）
- 香川県琴平市「琴参閣」（第6作）

## スタッフ
- 脚本 - 前川洋一（第1作）、後藤法子（第2作 - 第4作・第6作）、松本稔（第5作）
- 演出 - 合月勇
- プロデューサー - 本間謙二、古屋和彦
- 企画 - 大辻健一郎（第2作）、熊谷剛（第3作 - 第6作）

## 放送日程
| 話数 | 放送日        | サブタイトル | 脚本     | 演出   | 視聴率 |
| ---- | ------------- | --- | -------- | ------ | ------ |
| 1    | 2001年2月09日 | フラメンコが売り物の老舗旅館は火の車…温泉も枯れ殺人事件まで! 女の執念が暴いた真実には哀れな悲劇                                                        | 前川洋一 | 合月勇 | 17.2%  |
| 2    | 2002年5月24日 | 連続殺人をめぐる人間模様 グルメ激安ツアーで連続殺人 踊り大好き熱血女将と人情家番頭の名推理!! 老舗旅館310年の呪いか!?真夜中にお堂から響く赤ん坊の泣き声 | 後藤法子 | 合月勇 | 18.3%  |
| 3    | 2003年1月24日 | | 後藤法子 | 合月勇 | 10.8%  |
| 4    | 6月27日       | 相次ぐ警官殺しの裏には悲しい母娘の愛憎劇 飛騨の名湯下呂温泉に響く子守唄に事件の真相と親子の絆を結ぶ鍵が                                                | 後藤法子 | 合月勇 | 15.1%  |
| 5    | 2004年5月07日 | 能登・輪島の伝統に忍び寄る黒い影… ひのき舞台!輪島塗コンクールが狂わす若き蒔絵師の人生と秘めた父娘の絆…                                                 | 松本稔   | 合月勇 | 15.7%  |
| 6    | 2006年6月23日 | 讃岐こんぴらさんの門前町で起きた連続殺人 御守りに隠した鍵の秘密…踊る女将が暴く友情と裏腹の業                                                           | 後藤法子 | 合月勇 | 12.6%  |

- 視聴率はビデオリサーチ調べ、関東地区・世帯